# Freckenfeld
Freckenfeld là một đô thị thuộc huyện Germersheim, bang Rheinland-Pfalz, phía tây nước Đức. Đô thị Freckenfeld có diện tích km², dân số thời điểm ngày 31 tháng 12 năm 2006 là 1645 người.